# Yōko Shimada
Yōko Shimada (島田陽子 (Yōko Shimada?)) (Kumamoto, 17 de mayo de 1953-Tokio, 25 de julio de 2022) fue una actriz japonesa de cine y televisión, especialmente conocida por su destacada actuación como Mariko, la intérprete y esposa de un samurái llamado Buntaro, en la miniserie Shōgun de 1980.

## Biografía
Yōko Shimada empezó su carrera en 1971 participando en el filme Kamen Rider, y actuó en diferentes papeles en el cine japonés. En 1980 fue seleccionada para el papel de Mariko, la esposa de Buntaro-san e intérprete del señor Toranaga en la miniserie de TV Shogún, para la cual aprendió a hablar fluidamente el inglés. Su sólida caracterización recibió muy buenas críticas y se hizo conocida en occidente a causa de esta serie.
Realizó un topless en el filme Crying Freeman interpretando la señora Hanada en 1995. Ha aparecido regularmente en diferentes producciones niponas y ocasionalmente en producciones occidentales.
Shimada se casó y luego se divorció tras un periodo difícil de su vida que la sumió en el alcoholismo. Vivía en la localidad de Shinjuku. 

### Fallecimiento
Yōko falleció a las 12:57:pm el 22 de julio de 2022 a los 69 años de edad en un hospital de Tokio debido a un fallo orgánico múltiple causado por el cáncer colorrectal que la actriz padecía. De acuerdo con varios medios de comunicación, Yōko luchó durante tres años contra el cáncer antes de su muerte y solo había comunicado su padecimiento a sus familiares y amigos, además de ser hospitalizada y dada de alta en repetidas ocasiones.

## Filmografía
- Kamen Rider (1971)
- Hajimete no tabi (1972)
- Castillo de arena (1974)
- Wagahai wa neko de aru (1975) (Soy un gato)
- Torakku yarô: Hôkyô ichiban hoshi (1976)
- Inugamike no ichizoku (1976) (El clan del perro-dios)
- Hakuchyu no shikaku (1979)
- Ôgon no inu (1979)
- Shogun — Lady Toda Buntaro - Mariko (1980)
- Ritoru campeón (1981 (Mi campeón)
- Kyukei no koya (1981)
- Hanazono no meikyu (1988) (El laberinto del jardín de flores)
- Preso de la secta (1995)
- Crying Freeman (1995)
- Yingxiong Zheng Chengong (2000)
- Shinku (2005)